# Gump Worsley
Lorne John Worsley (14. května 1929 Montreal, Kanada - 26. ledna 2007, Saint-Hyacinthe, Québec), přezdívaný „Gump“, byl úspěšný kanadský hokejový brankář. Čtyřikrát pomohl klubu Montreal Canadiens vyhrát Stanleyův pohár. Je držitelem několika individuálních trofejí a od roku 1980 je členem Hokejové síně slávy.
Zároveň je také brankářem, který během své kariéry v NHL prohrál nejvíce utkání.

## Život
Lorne Worsley již v dětství dostal přezdívku Gump podle postavy z komiksu. Již po druhé světové válce nastupoval v juniorské soutěži QJHL. Mezi dospělými se nejprve pohyboval čtyři roky v nižších zámořských soutěžích. Zaznamenal několik úspěchů, když se několikrát dostal do All-Star týmu. Zároveň v těchto letech hrával soutěžně v létě též fotbal.
V roce 1952 přešel Worsley do NHL. Přestože jeho nový zaměstnavatel New York Rangers byl v této sezóně na samém dně ligy, nový brankář získal Calder Trophy pro nejlepšího nováčka ročníku. Následující sezónu pro neshody opět celou strávil v nižší lize. Od roku 1954 nastupoval devět let opět za Rangers převážně jako jednička týmu. Ani on však klubu nepomohl k výrazně lepším výsledkům a pouze ve dvou sezónách si připsal více výher než porážek. Během jednoho zápasu však musel čelit běžně více než čtyřiceti střelám. Zúčastnil se v tomto období dvakrát All-star game.
Worsley poprvé v rámci NHL přestoupil v roce 1963, kdy se stal součástí výměny více hráčů mezi Rangers a klubem Montreal Canadiens. Jeho start v novém působišti zabrzdilo zranění, kvůli němuž se více než rok opět musel rozchytávat v AHL. V roce 1965 se ale do týmu Montrealu vrátil právě včas, aby mu svým výkonem výrazně pomohl k zisku Stanley Cupu. V další podobně úspěšné sezóně byl již prvním brankářem mužstva. Kromě dalšího kolektivního úspěchu také poprvé získal Vezinovu trofej (společně s kolegou Ch. Hodgem), která byla tehdy určena pro brankáře klubu, který obdržel v dlouhodobé části sezóny nejmenší počet gólů.
Nejlepší sezónou byl pro Worsleyho ročník NHL 1967/1968. Dlouhodobou část sezóny poprvé a naposledy ve své kariéře odchytal s průměrem menším než 2,0 obdržených gólů na zápas. V play off neprohrál jediné utkání a získal s Montrealem další Stanley Cup. Jeho individuální výkony mu přinesly druhou Vezinovu trofej (s kolegou R. Vachonem) a také jeho jediné jmenování do prvního týmu All-star na konci sezóny. K zisku klubové trofeje přispěl výrazně ještě jednou o rok později.
V roce 1970 již Worsley uvažoval o konci kariéry, ale byl prodán do klubu Minnesota North Stars, který patřil do vlny nových celků, jež se tehdy v soutěži začaly objevovat. Odchytal v jeho dresu čtyři kompletní sezóny a v roce 1972 si naposledy zahrál při All-star game. Až v posledních šesti utkáních kariéry si v roce 1974 chránil obličej maskou.
V dalších letech působil Worsley v Minnesotě jako vyhledávač talentů (tzv. skaut). V roce 1980 byl uveden do Hokejové síně slávy. Worsley zemřel na srdeční záchvat v roce 2007.

## Statistiky

### Statistiky v základní části
| 1952-53                | New York Rangers      | NHL         | 50  | 3.06 |  | 13  | 29  | 153  |  | 2  | 3000   |
| 1954-55                | New York Rangers      | NHL         | 65  | 3.03 |  | 15  | 33  | 197  |  | 4  | 3900   |
| 1955-56                | New York Rangers      | NHL         | 70  | 2.83 |  | 32  | 28  | 198  |  | 4  | 4200   |
| 1956-57                | New York Rangers      | NHL         | 68  | 3.18 |  | 26  | 28  | 216  |  | 3  | 4080   |
| 1957-58                | New York Rangers      | NHL         | 37  | 2.32 |  | 21  | 10  | 86   |  | 4  | 2220   |
| 1958-59                | New York Rangers      | NHL         | 67  | 2.97 |  | 26  | 30  | 198  |  | 2  | 4001   |
| 1959-60                | New York Rangers      | NHL         | 39  | 3.52 |  | 7   | 23  | 135  |  | 0  | 2301   |
| 1960-61                | New York Rangers      | NHL         | 59  | 3.28 |  | 20  | 29  | 190  |  | 1  | 3473   |
| 1961-62                | New York Rangers      | NHL         | 60  | 2.92 |  | 22  | 27  | 172  |  | 2  | 3531   |
| 1962-63                | New York Rangers      | NHL         | 67  | 3.27 |  | 22  | 34  | 217  |  | 2  | 3980   |
| 1963-64                | Montreal Canadiens    | NHL         | 8   | 2.97 |  | 3   | 2   | 22   |  | 1  | 444    |
| 1964-65                | Montreal Canadiens    | NHL         | 19  | 2.94 |  | 10  | 7   | 50   |  | 1  | 1020   |
| 1965-66                | Montreal Canadiens    | NHL         | 51  | 2.36 |  | 29  | 14  | 114  |  | 2  | 2899   |
| 1966-67                | Montreal Canadiens    | NHL         | 18  | 3.18 |  | 9   | 6   | 47   |  | 1  | 888    |
| 1967-68                | Montreal Canadiens    | NHL         | 40  | 1.98 |  | 19  | 9   | 73   |  | 6  | 2213   |
| 1968-69                | Montreal Canadiens    | NHL         | 30  | 2.26 |  | 19  | 5   | 64   |  | 5  | 1703   |
| 1969-70                | Montreal Canadiens    | NHL         | 6   | 2.33 |  | 3   | 1   | 14   |  | 0  | 360    |
| 1969-70                | Minnesota North Stars | NHL         | 8   | 2.65 |  | 5   | 1   | 20   |  | 1  | 453    |
| 1970-71                | Minnesota North Stars | NHL         | 24  | 2.50 |  | 4   | 10  | 57   |  | 0  | 1369   |
| 1971-72                | Minnesota North Stars | NHL         | 34  | 2.12 |  | 16  | 10  | 68   |  | 2  | 1923   |
| 1972-73                | Minnesota North Stars | NHL         | 12  | 2.89 |  | 6   | 2   | 30   |  | 0  | 624    |
| 1973-74                | Minnesota North Stars | NHL         | 29  | 3.22 |  | 8   | 14  | 86   |  | 0  | 1601   |
| NHL celkově            | NHL celkově           | NHL celkově | 861 | 2.88 |  | 335 | 352 | 2407 |  | 43 | 50 183 |
| Konec hokejové kariéry |                       |             |     |      |  |     |     |      |  |    |        |

### Statistiky v play off
| 1955-56     | New York Rangers      | NHL         | 3  | 4.67 |  | 0  | 3  | 14  |  | 0 | 180  |
| 1956-57     | New York Rangers      | NHL         | 5  | 3.99 |  | 1  | 4  | 21  |  | 0 | 316  |
| 1957-58     | New York Rangers      | NHL         | 6  | 4.60 |  | 2  | 4  | 28  |  | 0 | 365  |
| 1961-62     | New York Rangers      | NHL         | 6  | 3.28 |  | 2  | 4  | 21  |  | 0 | 384  |
| 1964-65     | Montreal Canadiens    | NHL         | 8  | 1.68 |  | 5  | 3  | 14  |  | 2 | 501  |
| 1965-66     | Montreal Canadiens    | NHL         | 10 | 1.99 |  | 8  | 2  | 20  |  | 1 | 602  |
| 1966-67     | Montreal Canadiens    | NHL         | 2  | 1.50 |  | 0  | 1  | 2   |  | 0 | 80   |
| 1967-68     | Montreal Canadiens    | NHL         | 12 | 1.88 |  | 11 | 0  | 21  |  | 1 | 672  |
| 1968-69     | Montreal Canadiens    | NHL         | 7  | 2.27 |  | 5  | 1  | 14  |  | 0 | 370  |
| 1969-70     | Minnesota North Stars | NHL         | 3  | 4.67 |  | 1  | 2  | 14  |  | 0 | 180  |
| 1970-71     | Minnesota North Stars | NHL         | 4  | 3.25 |  | 3  | 1  | 13  |  | 0 | 240  |
| 1971-72     | Minnesota North Stars | NHL         | 4  | 2.17 |  | 2  | 1  | 7   |  | 1 | 194  |
| NHL celkově | NHL celkově           | NHL celkově | 70 | 2.78 |  | 40 | 26 | 189 |  | 5 | 4084 |

## Úspěchy
- Spoludržitel Vezinovy trofeje - 1966, 1968
- Držitel Calderovy trofeje - 1953
- Člen All-Star týmu - 1968 (první tým), 1966 (druhý tým)
- Účast na All-star game - 1961, 1962, 1965, 1972
- Zisk Stanleyova poháru - 1965, 1966, 1968, 1969